# بيارق الخير
حزب بيارق الخير هو حزب سياسي عراقي يقوده وزير الدفاع العراقي السابق خالد العبيدي.
شارك في الانتخابات التشريعية العراقية عام 2018، وحصل على مقعدين في مجلس النواب العراقي في بغداد، والنائبين هما محمد عثمان إسماعيل مصطفى الخالدي وعلية فالح عويد رشيد الإمارة، والحزب حليف لائتلاف النصر.
من أبرز قادته محمد الخالدي ومازن الإشيقر.